# Castejón de Monegros
Castejón de Monegros – gmina w Hiszpanii, w prowincji Huesca, w Aragonii, o powierzchni 165,33 km². W 2011 roku gmina liczyła 623 mieszkańców.